# Список Героев Украины/Ч
В настоящем списке в алфавитном порядке представлены люди, получившие почётное звание Герой Украины, чьи фамилии начинаются с буквы «Ч».
- Список содержит информацию о дате указа присвоения почётного звания, роде деятельности награждённых и годах их жизни.

## Список людей, фамилии которых начинаются с «Ч»
| № | Фамилия, Имя Отчество         | Дата Указа | Деятельность                                                                                            | Годы жизни            |
| - | ----------------------------- | ---------- | --- | --------------------- |
| 1 | Чернышенко, Владимир Ильич    | 23.11.2009 | Председатель правления акционерного общества Комбинат «Тепличный»" Броварского района, Киевская область | род. 08.05.1937       |
| 2 | Чорновил, Вячеслав Максимович | 21.08.2000 | Народный депутат Украины (посмертно)                                                                    | 24.12.1937—25.03.1999 |